# スティーブ・ウィン

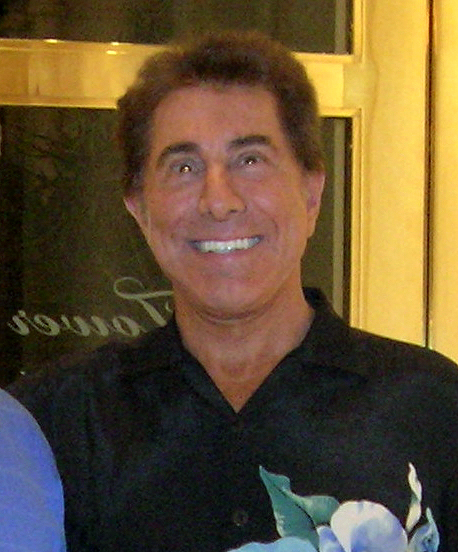
スティーブ・ウィン

スティーブ・ウィン（Stephen Alan Wynn, 1942年1月27日 - ）は、アメリカ合衆国の実業家。ネバダ州パラダイスに本社をおく上場企業ウィン・リゾーツの会長かつCEOを務めた不動産開発業者。1990年代にミラージュ、トレジャー・アイランド、ベラージオなどを手掛け、2000年代にはMGMリゾーツ・インターナショナルにこれらを売却してウィン・リゾーツを立ち上げ、ウィン・ラスベガスを開業してマカオにも進出して事業を拡大した「カジノ王」として知られた。
2016年アメリカ合衆国大統領選挙に当選したドナルド・トランプの大統領就任式実行委員会では同じラスベガスのカジノ王で知られるシェルドン・アデルソンとともに名を連ねた。2017年からアメリカ共和党全国委員会の財務責任者を務め、中国政府の依頼を受けてトランプ大統領に中国の反体制派である郭文貴を中国に強制送還するよう働きかけたことが報じられた。
2018年にセクハラ疑惑の追及を受けて共和党全国委員会財務委員長の職とともにウィン・リゾーツの会長兼CEOを辞任した。
2024年、トランプが大統領選挙で当選が確定した際にマー・ア・ラゴでその横にいる姿が報じられた。